# Nová Paka (nádraží)
Nová Paka je železniční stanice v jižní části stejnojmenného města v okrese Jičín v Královéhradeckém kraji poblíž Pivovarského rybníka. Leží na neelektrifikované trati Chlumec nad Cidlinou – Trutnov. Kromě této stanice se v Nové Pace ještě nachází železniční zastávka Nová Paka město.

## Historie a současnost
V roce 1871 dostavěla společnost Rakouská severozápadní dráha (ÖNWB) svou odbočnou trať pokračující ve směru z Chlumce nad Cidlinou a Ostroměře na Starou Paku, Martinice v Krkonoších a Trutnov, pravidelný provoz na trati byl zahájen 1. června. Autorem univerzalizované podoby stanic pro celou dráhu byl architekt Carl Schlimp. Trasa byla výsledkem snahy o propojení železniční sítě ÖNWB severovýchodním směrem k hranicím s Pruskem.
Po zestátnění všech ÖNWB v roce 1908 pak obsluhovala stanici jedna společnost, Císařsko-královské státní dráhy (kkStB), po roce 1918 pak správu přebraly Československé státní dráhy.
V roce 2022 prošla výpravní budova pod správou Správy železnic rozsáhlou rekonstrukcí, při níž byla opravena pískovcová fasáda, zmodernizována čekárna a zbourána rozsáhlá historická dřevěná přístavba kryjící peron, která byla nahrazena pouze v omezeném rozsahu konstrukcí novou. Došlo rovněž k zpevnění okolních ploch atp. V rámci projektu Železniční stavba roku 2022 se posléze novopacká výpravní budova umístila na 1. místě v kategorii Rekonstrukce historických železničních staveb.

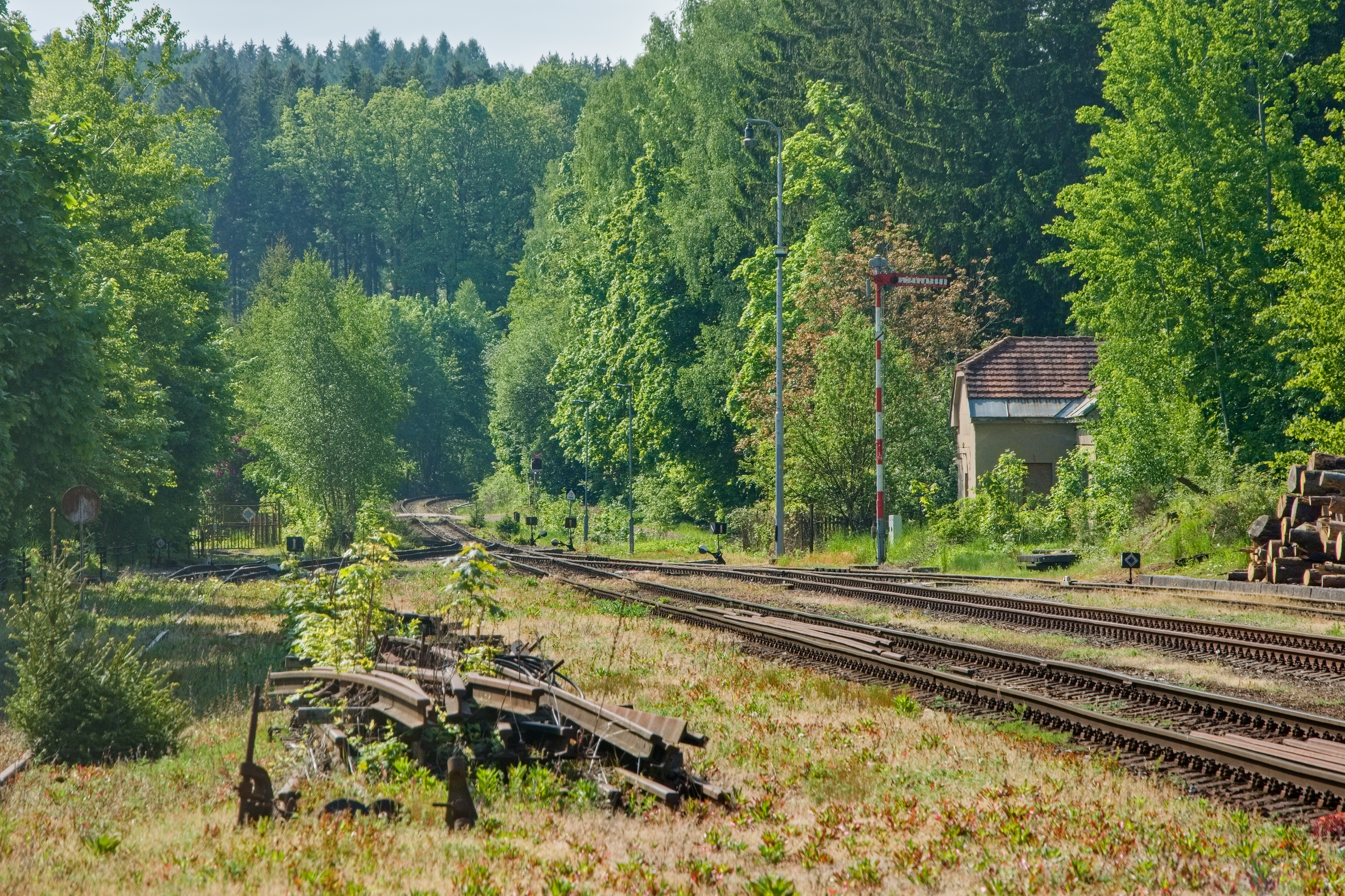
Bělohradské zhlaví s mechanickým odjezdovým návěstidlem

## Popis
Ve stanici jsou tři dopravní koleje, přímo u budovy je kolej č. 4, následují koleje č. 2 a 1. Za nimi je ještě manipulační kolej č. 5. Čtvrtá koleje je pouze odjezdová ve směru na Lázně Bělohrad. Nacházejí se zde dvě vnitřní sypaná nástupiště o délce 120 m: č. 1 u koleje č. 2 a č. 2 u koleje č. 1. Příchod na nástupiště je po centrálním úrovňovém přechodu od výpravní budovy.